# 金坂清則
金坂 清則（かなさか きよのり、1947年5月 - ）は、日本の地理学者、翻訳家。京都大学名誉教授。主な研究分野は、都市歴史地理学、地域構造、イザベラ・バード論。

## 経歴
富山県滑川市に生まれ、魚津市で育ったが、これはもともと大阪市西区に住んでいた一家が、富山県に疎開したため。その後、一時、尼崎市に住んだ後、大阪市住吉区に転居し、その間、尼崎市立園和小学校、大阪市立東粉浜小学校、大阪市立住吉中学校に学んだ。1966年に大阪府立住吉高等学校を卒業し、京都大学文学部に入学、1970年に史学科人文地理学専攻を卒業、大学院に進んで1975年に京都大学大学院文学研究科地理学専攻博士課程を単位取得退学した。
1975年福井大学教育学部講師、1976年助教授、1987年大阪大学教養部助教授、1993年教授、1994年文学部教授。1996年京都大学大学院人間・環境学研究科教授（1997年まで、大阪大学大学院文学研究科教授併任）、2012年に定年退職、名誉教授となった。
2016年秋に夫人の追悼記『一瞬を重ねて 信子の生涯』を思文閣出版から刊行。

## イザベラ・バード研究と「ツイン・タイム・トラベル」
金坂は、明治初期の日本を訪れ『日本奥地紀行』を著したイギリスの女性旅行家イザベラ・バードの研究における第一人者とされ、バードの著作の邦訳を多く手がけている。
バード『完訳 日本奥地紀行』で、2013年度の日本翻訳出版文化賞を受賞。
金坂は、バードの旅行記の翻訳にあたって、現地踏査をもとにして旅程の同定を行い、旅行記に記された場所の写真を撮影するという手順を踏んでおり、このように「過去の旅行記に描かれた旅の時空と自らの旅の時空を主体的に重ね合わせる新しい旅の形」を「ツイン・タイム・トラベル」と呼び、「ツイン・タイム・トラベル」を商標登録している。

## 著作
- 『ツイン・タイム・トラベル イザベラ・バードの旅の世界』（編著、平凡社） 2014.9 - 写真集
- 『イザベラ・バードと日本の旅』（平凡社新書） 2014.10
- 『一瞬を重ねて 信子の生涯』（思文閣出版） 2016 - 夫人の追悼記

## 翻訳
- 『第三世界の都市と住宅 - 自然発生的集落の見通し』（D・J・ドワイヤー、地人書房） 1984
- 『中国奥地紀行』全2巻（イザベラ・バード、平凡社東洋文庫） 2002、のち平凡社ライブラリー 全2巻 2013 - 2014
- 『イザベラ・バード 極東の旅』全2巻（イザベラ・バード、平凡社東洋文庫） 2005
- 『完訳 日本奥地紀行』全4巻（イザベラ・バード、平凡社東洋文庫） 2012 - 2013
- 『新訳 日本奥地紀行』（イザベラ・バード、平凡社東洋文庫） 2013